# Venancio López
Venancio López Carrillo (Asunción, Paraguay, 18 de mayo de 1830-Cerro Corá, Amambay, Paraguay, 5 de febrero de 1870) fue un militar y político paraguayo que ocupó el Ministerio de Guerra y Marina y la Comandancia Militar de Asunción. Era hijo del primer presidente constitucional del Paraguay, Carlos Antonio López, y hermano del sucesor de éste, Francisco Solano López.

## Biografía

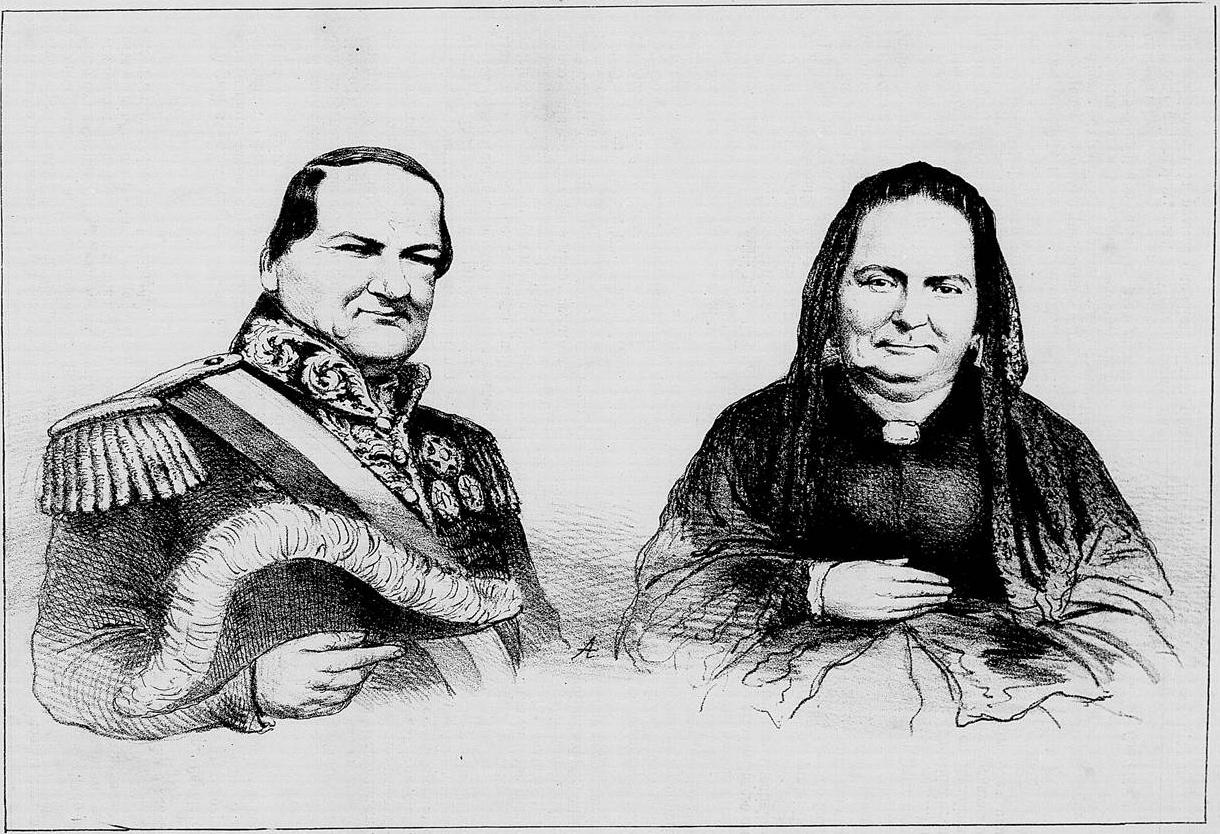
Carlos Antonio López y Juana Pabla Carrillo, padres de Venancio.

Nacido el 18 de mayo de 1830 en la capital paraguaya, Venancio fue el segundo de los cinco hijos que tuvieron Carlos Antonio López y Juana Pabla Carrillo, siendo el primero Francisco Solano.
Venancio cursó sus estudios primarios y secundarios, pasando por una escuela de Juan Pedro Escalada, luego por la Academia Literaria y por último en un instituto fundado por un padre jesuita, Bernardo Parés. A los veinte años asumió la Comandancia Militar de Asunción y, cuando en 1862 fue elegido como vicepresidente su hermano Francisco Solano López, y tras la subida a la presidencia de su hermano Francisco Solano, este confirmó el 29 de octubre a su gabinete (entre otros...) a Venancio en el Ministerio de Guerra y Marina.

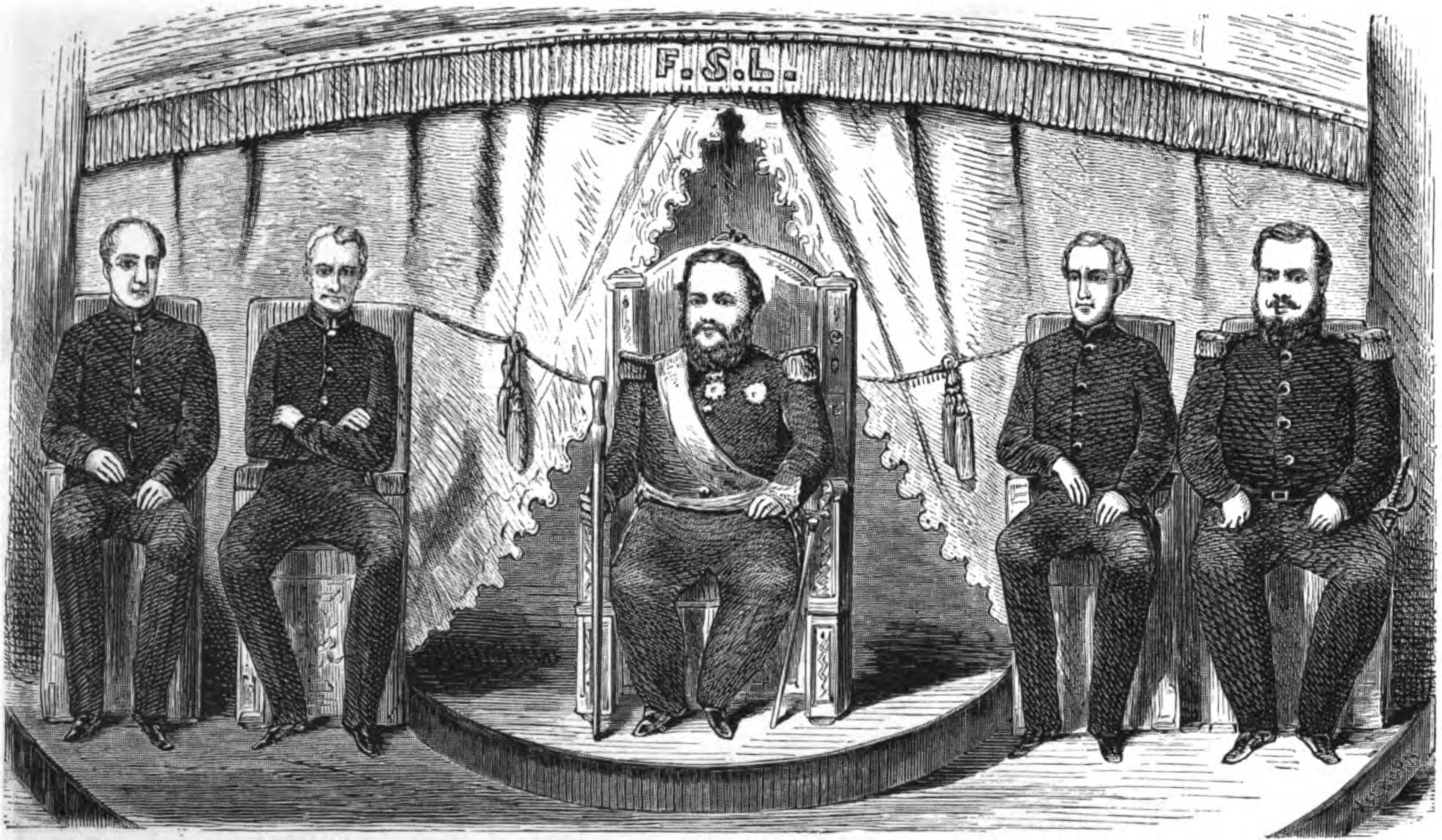
El Trono: López y su Gabinete (desde la izquierda a la derecha: Gonzáles, Sánchez, López, Berges y Venancio López).

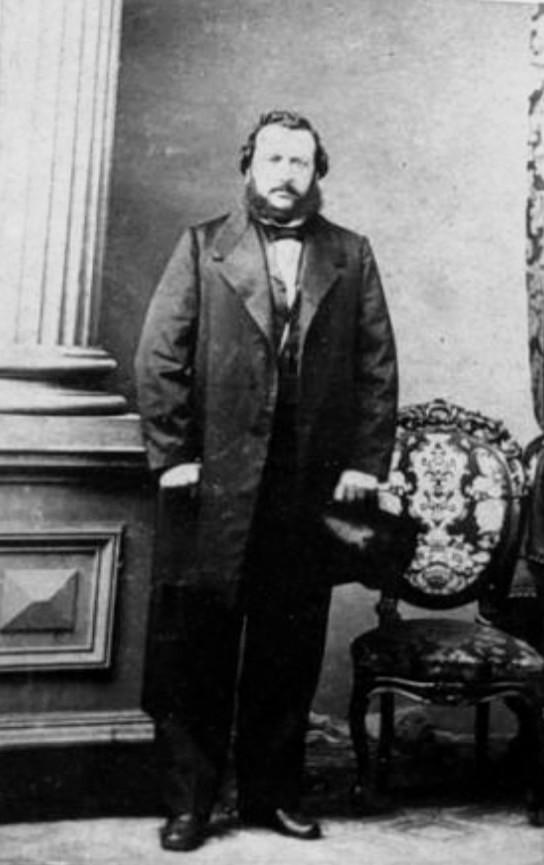
Fotografía de Venancio López Carrillo.

En 1864, Venancio López formó familia con Manuela Otazú, con quien tuvo tres hijos: Ercilia (n.1865), Carlos (n.1867) y Venancio (n.1869). En 1868, fue imputado por presuntamente haber conspirado contra el gobierno de su hermano mayor, pero sin embargo, y a diferencia de su hermano menor Benigno –quien fue fusilado por Traición a la Patria por la misma razón–, su sentencia fue relativamente indulgente, limitándose a ser sometido a medidas que, empero, fueron tomadas «con el objeto de evitar y detener los procedimientos de la conspiración», por lo que fue preso y prohibida toda clase de comunicación, inclusive con su familia. Al año siguiente fue detenido por planear asesinar a su hermano Francisco Solano López, quien aún seguía en la presidencia. Venancio López fue torturado en Picada de Chiriguelo, y sería ultimado el 5 de febrero de 1870, cuando contaba con menos de cuarenta años de edad.